# Discursos de Posen
Los discursos de Posen fueron dos discursos pronunciados por el jefe de las SS de la Alemania nazi, Heinrich Himmler, los días 4 y 6 de octubre de 1943 en el Ayuntamiento de Posen, en la Polonia ocupada por los alemanes. Las grabaciones son los primeros documentos conocidos en los que un miembro alemán de alto rango del gobierno nazi habló del exterminio en curso de los judíos en los campos de exterminio. Demuestran que el gobierno alemán quería, planificó y llevó a cabo el Holocausto.
El discurso del 4 de octubre fue dado a oficiales de las SS y del 6 de octubre a Reichsleiters y Gauleiters.
El objetivo de este no solo era informar claramente del exterminio judío a la asamblea, sino involucrarlos como cómplices con esta revelación y extender la responsabilidad por la Solución Final que se estaba llevando a cabo. 
Este discurso implicó además al ministro de Armamento, Albert Speer, quien mucho más tarde en sus memorias, aseguró nunca haber estado allí y haberse retirado apenas terminó su propio discurso a los Gauleiters sobre la necesidad de mano de obra.

## Descripción
Los discursos de Posen de octubre de 1943 son dos de los 132 discursos, obtenidos en varios formatos, de Heinrich Himmler, encargado de las SS, dirigidos a los oficiales del Partido Nazi.
El primer discurso, del 4 de octubre, fue dado ante 92 oficiales de las SS. El segundo, el 6 de octubre, fue dado ante los líderes del Reich (Reichsleiters) y 60 líderes de zona (Gauleiters) así como otros representantes del gobierno. Forman parte de los discursos más importantes de Himmler durante la guerra, ya que demuestran que Himmler fue el "arquitecto de la solución final" y un visionario de una élite racial que fue apoyada por la organización de las SS.
Aunque el genocidio de los judíos no fue el tema central en ninguno de ellos, ambos tienen un significado histórico relacionado con él. Himmler prescindió de los eufemismos habituales y habló explícitamente del exterminio de los judíos a través de asesinatos en masa, que describió como una misión histórica de los nazis. Esta conexión se hizo evidente en otros cinco discursos pronunciados entre diciembre de 1943 y junio de 1944 a los comandantes de la Wehrmacht.

## Contexto histórico
Himmler pronunció los discursos en un momento en que aumentaban los reveses militares alemanes y los líderes políticos y militares nazis expresaban su alarma en privado. En la Conferencia de Casablanca, en enero de 1943, los Aliados habían decidido que el único resultado aceptable de la guerra era la rendición incondicional de Alemania. La victoria soviética en la Batalla de Stalingrado el 2 de febrero de 1943 fue un punto de inflexión en la guerra. El presidente de los Estados Unidos, Franklin D. Roosevelt, anunció el enjuiciamiento de los principales responsables de la guerra y el genocidio el 12 de febrero, lo que el Congreso de los Estados Unidos acordó el 18 de marzo. Las tropas estadounidenses y británicas desembarcaron en Sicilia el 7 de julio de 1943 e invadieron con éxito el territorio continental italiano el 3 de septiembre, y después del armisticio italiano el 8 de septiembre, avanzaron gradualmente hacia el norte. El 1 de octubre, Nápoles fue liberada de la ocupación alemana.
Las esperanzas alemanas de recuperar la iniciativa militar en el Frente Oriental se vieron frustradas por la derrota en la Batalla de Kursk a principios de julio de 1943, y la contraofensiva soviética masiva posterior marcó el comienzo de las retiradas alemanas permanentes durante el resto de la guerra. En la semana del 27 de julio al 3 de agosto de 1943, las fuerzas aéreas de los aliados atacaron Hamburgo en la Operación Gomorra, y el centro de armamento de Peenemünde fue gravemente dañado por la Operación Hydra en la noche del 17 al 18 de agosto, interrumpiendo críticamente el desarrollo de armas V. Al mismo tiempo, la resistencia contra las fuerzas alemanas en los territorios ocupados occidentales creció, y se declaró un estado de emergencia en Noruega (17 de agosto) y Dinamarca (29 de agosto). Los disidentes nazis planearon la reorganización de Alemania, con el Círculo de Kreisau, y los intentos de asesinar a Adolf Hitler condujeron a la Operación Valkyria el 20 de julio de 1944. El 4 de septiembre se comenzó con una política de tierra quemada para las retiradas en el Frente Oriental y la ley marcial contra aquellos en las fuerzas armadas que se negaran a seguir las órdenes, inicialmente presentada por el Gobierno General el 2 de octubre.
En este periodo, la destrucción de los judíos se convirtió el objetivo más importante. En la primavera de 1943, tuvo lugar la Sonderaktion 1005, que consistió en la exhumación e incineración de los asesinados por los Einsatzgruppen en todo el frente oriental, y la cifra de judíos muertos había ascendido a 1,8 millones. En febrero de 1942 la Conferencia de Wannsee decidió el exterminio de los judíos, en lo que se conoció como la "solución final al problema judío". Entre el 19 de abril y el 16 de mayo de 1943 tuvo lugar la rebelión del gueto de Varsovia. En el verano de 1943 Himmler encargó que los judíos de los guetos de la Polonia ocupada fueran llevados a campos de las SS. El 21 de junio encargó que los judíos de Ostland fueran llevados a campos de concentración de las SS o deportados al este.
Sin embargo, tuvieron lugar actos de resistencia contra la destrucción de los judíos. Hubo rebeliones en los campos de exterminio de Treblinka (2 de agosto de 1943) y Sobibor (14 de octubre de 1943). Los judíos del gueto de Białystok se rebelaron contra su liquidación (del 13 al 23 de agosto) y los daneses ayudaron a muchos judíos a escapar.

## Discurso del 4 de octubre de 1943
Himmler no preparó la mayoría de sus discursos de antemano, sino que usó breves notas escritas a mano. Desde finales de 1942, sus conferencias verbales ya no se documentaron en forma abreviada, sino que se grababan con fonógrafo en placas maestras de cera. Estas grabaciones fueron transcritas por el SS-Untersturmführer Werner Alfred Wenn, quien corrigió errores gramaticales obvios y complementó las palabras faltantes. Himmler luego agregó sus propias correcciones escritas a mano y la versión autorizada, de este modo, fue copiada con una máquina de escribir en caracteres grandes y luego archivada.
Del discurso de Himmler de tres horas del 4 de octubre de 1943, 115 páginas de la edición final escrita a máquina (una página se perdió) fueron descubiertas entre los archivos de las SS y remitidas a los Juicios de Núremberg como el documento 1919-PS. El día 23 de la audiencia, se leyó un pasaje, que sin embargo no se refería al Holocausto. Se conserva una grabación de este discurso, lo que permite apreciar las diferencias entre lo que se dijo y la versión final mecanografiada. Son cambios menores y no cambian el significado.

### Destinatarios y propósito
Himmler dio el primer discurso en el Ayuntamiento y no en el Castillo Imperial, como a veces se asume erróneamente. Del cuadro de liderazgo de las SS, estaban presentes 33 Obergruppenführers, 51 Gruppenführers y 8 Brigadeführers de todo el Reich. Muchos de ellos procedían de zonas de la Europa del Este ocupada. Por lo tanto, gran parte del discurso se refirió a la situación cada vez más precaria en el Frente Oriental, al intentar explicar los éxitos militares soviéticos como resultado de una supuesta combinación de la crueldad comunista y de las debilidades de los aliados de Alemania.
Solo unos dos minutos del discurso hacen referencia a la destrucción de los judíos. Himmler presupone que los presentes tenían experiencia en fusilamientos masivos, liquidación de guetos y campos de exterminio, y de acuerdo con esto, ellos tenían conocimiento de estos hechos. El discurso es para justificar los crímenes ya perpetrados, y comprometer a sus oyentes con el "propósito superior" que se les había conferido. Alrededor de 50 oficiales no presentes recibieron una copia del discurso y tuvieron que confirmar que tenían conocimiento de él.

### Sobre el curso de la guerra
Tras un homenaje a los caídos en la guerra, Himmler dio su punto de vista sobre la guerra hasta entonces. Que la resistencia soviética podía ser atribuida a los comisarios políticos, que la invasión alemana de la Unión Soviética había sido un ataque preventivo y que la debilidad de los aliados de Alemania había desperdiciado la posibilidad de una victoria en 1942. Himmler especuló sobre el potencial del ejército soviético, habló despectivamente del asunto de Andrey Vlasov, de la inferioridad de la raza eslava y sobre cómo la minoría alemana podía prevalecer sobre ellos.
En momentos posteriores, Himmler dijo que el Ejército Italiano estaba contaminado con el comunismo y que simpatizaba con los aliados occidentales. También habló de la situación de los Balcanes y de otros territorios ocupados, considerando los actos de resistencia como simples molestias irritantes. También mencionó la guerra por aire y por mar, la situación interna de Alemania y factores como las emisoras de radio enemigas y el derrotismo derivado de los ataques aéreos.
Posteriormente, Himmler recurrió a la situación del lado del enemigo, especulando sobre la relación entre Reino Unido y Estados Unidos y su resistencia y disposición para la guerra. Entró en detalles sobre las variaciones en las SS, las divisiones individuales, las organizaciones policiales y describió sus deberes de vigilancia de las operaciones económicas de las SS y de ser un ministro del Reich.

### Europa del Este y prisioneros de guerra soviéticos
En su bosquejo del curso de la guerra en el este, Himmler habló sobre la muerte de millones de prisioneros de guerra soviéticos y los trabajadores forzados. Al igual que en sus discursos de antes de la guerra, como ya decía Hitler en «Mi lucha», habló de cómo la erradicación de los "subhumanos" (untersmensch) eslavos era una necesidad histórica y natural. No había lugar para los sentimientos:

Un principio básico debe ser la regla absoluta para los hombres de las SS: debemos ser honestos, decentes, leales y camaradas con los miembros de nuestra propia sangre y con nadie más. Lo que le sucede a un ruso, a un checo, no me interesa en lo más mínimo. Lo que otras naciones pueden ofrecer en el camino de la buena sangre de nuestro tipo, lo tomaremos, si es necesario, secuestrando a sus hijos y criándolos aquí con nosotros. Si las naciones viven en prosperidad o mueren de hambre me interesa solo en la medida en que los necesitemos como esclavos de nuestra cultura; de lo contrario, no me interesa. Si 10 000 mujeres rusas caen por agotamiento mientras cavan una zanja antitanque solo me interesa en la medida en que la zanja antitanque para Alemania esté terminada.

### "Exterminio del pueblo judío"
Himmler habló explícitamente del genocidio de los judíos, algo que hasta entonces no había hecho ningún representante del partido nazi:

Me estoy refiriendo a la evacuación de los judíos, el exterminio del pueblo judío. Es una de esas cosas que se dice fácilmente: "el pueblo judío está siendo exterminado", lo dice todo miembro del partido, "esto es muy obvio, está en nuestro programa, eliminación de los judíos, exterminio, lo estamos haciendo, já, un pequeño asunto". Y luego vuelven, los 80 millones de alemanes, y cada uno tiene su judío decente. Dicen que los demás son todos cerdos, pero este en particular es un judío espléndido. Pero nadie lo ha visto, nadie lo ha aguantado. La mayoría de vosotros aquí sabe qué significa cuando 100 cuerpos yacen uno al lado del otro, cuando hay 500 o cuando hay 1 000. Haber soportado esto y al mismo tiempo haber seguido siendo una persona decente-con excepciones debido a nuestra debilidad humana- nos ha hecho fuertes, y es un capítulo glorioso del que no se ha hablado ni se hablará. Porque sabemos lo difícil que sería para nosotros si todavía tuviéramos judíos como saboteadores secretos, agitadores y revoltosos en todas las ciudades, con los bombardeos, la carga y las dificultades de la guerra. Si los judíos todavía fueran parte de la nación alemana, probablemente llegaríamos ahora al estado en el que estábamos en 1916 y 17 […]

Himmler luego elogia la mentalidad del hombre de las SS, dedicando aproximadamente 30 de las 116 páginas a sus virtudes, así como a su deber de convertirse en la clase dominante de Europa en 20 o 30 años.

## Discurso del 6 de octubre de 1943
Del segundo discurso de Posen, están disponibles las breves notas de Himmler, así como una versión registrada mediante taquigrafía, luego escrita y corregida en detalle, y la versión final autorizada por el propio Himmler. El discurso en cada una de estas etapas estaba en los archivos del Personal del Jefe del Reich de las SS (Persönlichen Stabes Reichsführer-SS), que fueron incautados en su totalidad por las autoridades estadounidenses en 1945. El texto del discurso fue grabado en micropelícula por los Estados Unidos y enviado al Archivo Federal de Alemania (Bundesarchiv). El análisis de estos documentos, previamente no disponibles, por el historiador Erich Goldhagen en 1970 en Coblenza reveló un discurso hasta ahora desconocido. Fue publicado por primera vez completo en 1974 en el libro de Bradley Smith y Agnes Peterson de discursos seleccionados de Himmler.
A finales de septiembre de 1943, la Cancillería del Partido Nazi invitó a todos los Reichsleiters y Gauleiters, al jefe de las Juventudes Hitlerianas Artur Axmann y los ministros de Reich Albert Speer y Alfred Rosenberg a una conferencia. La conferencia empezó el 6 de octubre a las 9 de la mañana con los informes de Speer, y cuatro grandes industrias de producción de armamento. Siguieron las charlas de Karl Dönitz y Erhard Milch. Himmler dio su discurso de las 17:30 a las 19:00. El segundo discurso es más corto que el primero, pero contiene un pasaje un poco más largo y más explícito sobre el genocidio de los judíos.

### Comienzo del discurso
Himmler empezó discutiendo sobre los partisanos de Rusia y el apoyo de las fuerzas auxiliares de Vlasov.

### Sobre la "cuestión judía"
Himmler luego reveló a su "círculo más secreto" sus ideas sobre la cuestión judía, que describe como "la decisión más difícil de mi vida".

Os pido que lo que os diga en este círculo sea realmente solo escuchado y nunca discutido. Nos enfrentamos a la pregunta: ¿qué pasa con las mujeres y los niños?-Decidí encontrar una solución clara a este problema también. No me consideraba justificado para exterminar a los hombres-en otras palabras, matarlos o hacer que los maten y permitir que crezcan los vengadores para nuestros hijos y nietos en la forma de sus hijos. Se tuvo que tomar la difícil decisión de que este pueblo desapareciera de la Tierra. Para la organización que tuvo que ejecutar esta tarea, fue la más difícil que tuvimos. Creo que puedo afirmar que esta orden se ejecutó sin dañar la mente o el espíritu de nuestros hombres y nuestros líderes. El peligro era grave y siempre estaba presente, pues la diferencia entre convertirse en seres crueles y sin corazón, y ya nunca respetar la vida humana, o ablandarse y sucumbir a la debilidad y los colapsos nerviosos. Es el camino que hay entre Escila y Caribdis, es abrumadoramente estrecho. […] Me sentí obligado ante vosotros, como el dignatario más elevado, como el dignatario más elevado del partido, de este orden político, de este instrumento político del Führer, a hablar también abiertamente sobre esta cuestión y decir cómo ha sido. La cuestión judía en los países que ocupamos se resolverá a finales de este año. Solo quedarán restos de judíos extraños que lograron encontrar escondites.

Himmler luego habló del Levantamiento de Gueto de Varsovia (19 de abril-16 de mayo de 1943) y las duras batallas durante este:

Todo este gueto producía abrigos de piel, vestidos y cosas por el estilo. Cada vez que intentamos llegar a eso en el pasado nos decían: ¡Alto! ¡fábrica de armamentos! Por supuesto, esto no tiene nada que ver con el compañero de partido Speer. No fue cosa tuya. Es esta parte de las supuestas fábricas de armamentos la que el camarada Speer y yo pretendemos esclarecer en las próximas semanas.

Himmler habló de la dimisión de Benito Mussolini, que tuvo que haber sido por derrotismo. Algunas sentencias de muerte impuestas por hacer comentarios corrosivos debían servir como advertencias disuasorias para miles de personas, y los miembros del partido debían mostrar un comportamiento ejemplar. Himmler luego discutió sus deberes como ministro del interior del Reich. Según la voluntad de Hitler, la organización del partido y la organización administrativa serían en adelante dos pilares separados. Las decisiones descentralizadas se consideraban importantes, pero los arreglos centralizados tenían prioridad en la situación de guerra tensa. Como resultado, Himmler criticó ampliamente la política personal de los Gauleiters. En la última parte de su discurso, habló de los beneficios de las Waffen-SS. Himmler terminó discutiendo cómo la frontera nacional alemana será trasladada 500 km hacia el este con 120 millones de personas reubicadas, y terminó con el siguiente comentario:

Cuando veamos esto entonces nunca perderemos nuestra creencia, nunca nos volveremos desleales, nunca seremos cobardes, nunca tendremos mal ánimo, sino que nos esforzaremos por estar orgullosos de haber vivido bajo Adolf Hitler y de que se nos haya permitido luchar con él.

Albert Speer fue ministro de Armamento desde 1942. El 2 de septiembre de 1943 las responsabilidades sobre producción de guerra que tenía del ministerio de Economía pasaron también al ministerio de Speer. La producción de guerra utilizó trabajadores forzados judíos que estuvieron parcialmente exentos de ser deportados a su exterminio hasta 1943. Después de 1945, Speer siempre mantuvo que dejó la conferencia antes de que Himmler pronunciara su discurso y que no sabía nada del Holocausto. Los historiadores citan la referencia directa de Himmler a Speer como prueba de su presencia.

## Discursos posteriores
Las declaraciones de otros cinco discursos de Himmler confirman la opinión que expresó en Posen sobre la "solución final a la cuestión judía". El 16 de diciembre de 1943, le dijo a los comandantes de Kriegsmarine:

Por lo tanto, básicamente he dado la orden de matar también a las esposas e hijos de estos partisanos y comisarios. Sería un debilucho y un criminal para nuestros descendientes si permitiera que crecieran los hijos llenos de odio de los subhumanos que hemos liquidado en esta lucha de la humanidad contra la subhumanidad.

Una nota manuscrita del discurso de Himmler del 26 de enero de 1944 en Posen a los generales de las tropas de combate dice:

La mayor estabilización en el G. G. [Gobierno General] desde la solución a la cuestión judía. - Guerra racial. Solución total. No permitir a los vengadores levantarse contra nuestros hijos.

El 5 de mayo de 1944 Himmler explicó a los generales en Sonthofen que la perseverancia en los bombardeos fue posible solo porque los judíos de Alemania habían sido descartados.

La cuestión judía se ha resuelto dentro de Alemania y, en general, dentro de los países ocupados por Alemania. [...] Puedes entender lo difícil que fue para mí llevar a cabo esta orden militar que me dieron y que implementé por un sentido de obediencia y convicción absoluta. Si usted dice: "podemos entender en lo que respecta a los hombres pero no sobre los niños", entonces debo recordarle lo que dije al principio […] Desde mi punto de vista, como alemanes, aunque lo lamentemos profundamente en nuestros corazones, no tenemos derecho a permitir que crezca una generación de vengadores llenos de odio contra quienes nuestros hijos y nietos tendrán que lidiar porque nosotros, demasiado débiles y cobardes, se los dejamos a ellos.

Se pueden escuchar aplausos en una grabación de otro discurso pronunciado a los generales en Sonthofen el 24 de mayo de 1944, cuando Himmler dijo:

Otra cuestión que fue decisiva para la seguridad interior del Reich y Europa, fue la cuestión judía. Se resolvió sin concesiones después de las órdenes y el reconocimiento racional. Creo, caballeros, que me conocen lo suficiente como para saber que no soy una persona sedienta de sangre; no soy un hombre que disfruta o se alegra cuando se debe hacer algo brusco. Sin embargo por otro lado, tengo unos nervios tan buenos y un sentido del deber-puedo decir mucho eso de mí- que cuando reconozco algo como necesario puedo implementarlo sin compromiso. No me he considerado con derecho-esto concierne especialmente a las mujeres judías y a los niños-a permitir a los niños crecer hasta ser vengadores que entonces asesinarán a nuestros hijos y nietos. Eso habría sido cobarde. Consecuentemente la cuestión estaba resuelta sin compromiso.

El 21 de junio de 1944 Himmler habló a los generales educados en las perspectiva nazi del mundo en Sonthofen, mencionando la cuestión judía de nuevo:

Fue la tarea más terrible y la orden más terrible que se le pudo haber dado a una organización: la orden de resolver la cuestión judía. En este círculo, puedo decirlo francamente con algunas frases. Es bueno que hayamos tenido la severidad de exterminar a los judíos en nuestro dominio.

## Recepción histórica
Saul Friedländer destaca la autoimagen de Himmler como un ejecutor incondicionalmente obediente de los planes de Hitler para el Holocausto.

El Reichsführer describe con frecuencia el exterminio de los judíos como una gran responsabilidad asignada por el Führer. Por lo tanto, no hay debate: esta tarea requiere una devoción incesante y un espíritu de continuo sacrificio propio de él y sus hombres.

Konrad Kwiet comenta sobre la asociación de Himmler de la "tarea más pesada" que la SS había llevado a cabo con la "decencia" (anständigkeit) que había preservado con ello:

Es precisamente esta monstruosa combinación de asesinato y moralidad, de crimen y decencia en el centro de la mentalidad del perpetrador. En el ámbito de la ética nazi, se creó un concepto completamente nuevo de decencia que se convirtió en un deber. Hannah Arendt acuñó el término "banalidad del mal", otros autores enfatizan la "normalidad del crimen". Casi todos los perpetradores se caracterizaron por su capacidad para volver a la rutina de la vida cotidiana y llevar una vida "normal" después de cometer un asesinato. La mayoría reaccionó con sorpresa, confusión y enojo cuando fueron procesados y recordaron el pasado. La ignorancia y la inocencia fueron enfatizadas ante el tribunal. Los asesinos se salvaron, con excepciones, de las experiencias traumáticas con las que se quedaron los supervivientes.

Hans Buchheim comenta que los perpetradores acusados probablemente carecían de mens rea ("mente culpable"). La revaluación de Himmler de las virtudes militares no fue una negación total de las normas morales, sino una suspensión de ellas por la situación excepcional del exterminio de los judíos, que se había pasado por alto como una necesidad histórica. Por lo tanto, Himmler respaldó el asesinato de los judíos no por instrucción, sino a través de los motivos ideológicos "correctos", al tiempo que permitió que asesinatos similares cometidos por sadismo o egoísmo fueran procesables.
El historiador Dieter Pohl dijo:

Las instituciones tradicionales del estado nazi comenzaron en secreto la búsqueda de una estrategia de defensa para el período de posguerra en 1943: una no había sido informada y las SS tenían la culpa exclusiva.

La representación sin reservas del genocidio en el discurso de Himmler se interpreta así como un medio para convertir formalmente a altos funcionarios de las SS y nazis en co-conspiradores y cómplices en la perpetración del Holocausto.
Joseph Goebbels escribió sobre su punto de vista en su diario el 2 de marzo de 1943:

Como siempre en los círculos del partido, es deber de los amigos más cercanos del Führer reunirse a su alrededor en momentos de necesidad. […] Sobre todo con la cuestión judía, estamos tan fijos en ella que ya no hay escapatoria. Y eso es bueno. Un movimiento y una gente que ha roto los puentes detrás de ellos luchan desde la experiencia mucho más sin las reservas de aquellos que todavía tienen la posibilidad de retirarse.

En un escrito del 9 de octubre de 1943, Goebbels comentó sobre el segundo discurso de Himmler, en el que estuvo presente:

Sobre la cuestión judía, él [Himmler] da una imagen sin adornos y franca. Está convencido de que la cuestión judía puede resolverse para finales de este año. Él aboga por la solución más radical y severa, a saber, exterminar a los judíos, la bolsa y el equipaje. Por supuesto, aunque es brutal, esta es una solución consistente. Porque debemos asumir la responsabilidad de resolver por completo esta cuestión en nuestra era. Las generaciones posteriores, sin duda, ya no se atreverán a abordar este problema con el coraje y la obsesión que podemos hacer hoy.

### Negación del Holocausto
Los negadores del Holocausto han intentado con frecuencia negar los discursos de Himmler como prueba del Holocausto. En particular, donde Himmler -en su discurso del 4 de octubre de 1943– se refiere al "exterminio del pueblo judío" (ausrottung des jüdischen volkes). Ellos al verbo ausrotten, aus = fuera, rott = de raíz, que significa exterminar, una interpretación más suave y dicen, por ejemplo, que se estaba refiriendo a desarraigarlos, es decir, deportarlos, y no a su exterminio masivo.
El verbo alemán ausrotten puede significar "extirpar" o "desarraigar" solo de forma figurativa, por ejemplo, para las ideas o los conceptos. En el contexto de los seres vivos (como los pueblos o razas), ausrotten significa destruir algo para que no regrese. David Irving considera el uso de la palabra "ausrotten" de vital importancia y también está de acuerdo en que el término se refería a la erradicación. Él confirmó esto en una entrevista de 2007 cuando comparó esto con el uso de Goebbles de "ausrott…" durante el discurso de Sportpalast de febrero de 1943. En el párrafo siguiente, Himmler compara su desdén por las personas que obtienen ganancias personales, por ejemplo, robando, de las víctimas judías, y la necesidad de evitar esta ganancia personal para no enfermarse y morir "del mismo bacilo que hemos exterminado" (weil wir den bazillus ausrotten, an dem bazillus krank werden und sterben). Este uso de ausrotten puede ser leído como asesinato o exterminio en el contexto de los seres vivos, porque argumentar la deportación de una bacteria no tendría sentido. La referencia a un bacilo en esta frase es figurativa, sin embargo, en la línea de la retórica nazi para enfatizar los conceptos que deshumanizasen a los judíos como una presencia patógena o maligna, en lugar de personas.
En el párrafo del "exterminio del pueblo judío", Himmler dice:
| Original | Traducción                                                                                  |
| --- | ------------------------------------------------------------------------------------------- |
| ... wir hatten die Pflicht unserem Volk gegenüber das zu tun, dieses Volk, das uns umbringen wollte, umzubringen. | ... teníamos el deber con nuestra gente de hacerlo, matar a esta gente que quería matarnos. |

Himmler confirma así que el contexto es el exterminio explícitamente físico, ya que umbringen simplemente no tiene otro significado que "matar". Debido a esto, los críticos explican que los negadores del Holocausto seleccionarán arbitrariamente palabras del diccionario que no tienen nada que ver con el contexto.
En su discurso del 6 de octubre de 1943 vuelve a utilizar la "ausrotten" en un contexto que hace referencia al exterminio:
| Original | Traducción |
| --- | --- |
| Es trat an uns die Frage heran: Wie ist es mit den Frauen und Kindern? Ich habe mich entschlossen, auch hier eine ganz klare Lösung zu finden. Ich hielt mich nämlich nicht für berechtigt, die Männer auszurotten- sprich also, umzubringen oder umbringen zu lassen, und die Rächer in Gestalt der Kinder für unsere Söhne und Enkel groß werden zu lassen. Es mußte der schwere Entschluß gefaßt werden, dieses Volk von der Erde verschwinden zu lassen. | Nos enfrentamos a la pregunta: ¿qué pasa con las mujeres y los niños?-Decidí encontrar una solución clara a este problema también. No me consideraba justificado para exterminar a los hombres, en otras palabras, matarlos o hacer que los maten, y permitir que crezcan los vengadores para nuestros hijos y nietos en la forma de sus hijos. Se tuvo que tomar la difícil decisión de que este pueblo desapareciera de la Tierra. |

Los negacionistas del Holocausto también ofrecerán traducciones erróneas de ausrotten por análisis de los componentes de las palabras, sobre la bases de que "aus" y "rotten" están relacionados con los términos ingleses "out" (sacar) y "root" (raíz). Para los germanoparlantes, esto es simplemente erróneo. Los críticos de los negacionistas comparan este intento de explicación etimológica con un intento de citar los orígenes latinos de "ex" (fuera de) y "terminus" (fronteras) y sobre esa base, afirman que exterminate, exterminar, significa deportación, lo que sería igualmente absurdo para el angloparlante.
Los críticos señalan que los negacionistas del Holocausto alemanes no se atreven a sugerir una traducción a una audiencia alemana donde "ausrotten" no significa exterminio físico, citando casos de negacionistas alemanes que rechazan el análisis etimológico fallido de los angloparlantes y que responden confirmando que "ausrotten" significa destrucción completa, y material escrito de negacionistas donde, en el contexto de la gente, "ausrotten" y "vernichten" son usadas como sinónimos.
Germar Rudolf y Udo Walendy han afirmado que la grabación del primer discurso es una falsificación y que la voz de Himmler es en realidad la de un imitador de 1945 de los Aliados. No obstante, el descubrimiento del segundo discurso de Posen en el Archivo Federal Alemán de Koblenz considera las acusaciones de falsificación completamente irrelevantes. Los postulados explícitos de Himmler, como la decisión de hacer que los judíos "desaparecieran de la Tierra", no deja lugar para una interpretación alternativa.